# Dicranomyia (Melanolimonia) tergotruncata
Dicranomyia (Melanolimonia) tergotruncata is een tweevleugelige uit de familie steltmuggen (Limoniidae). De soort komt voor in het Oriëntaals gebied.